# Romina Martin
Romina Martin (née en 1985 à Rancagua) est une chanteuse chilienne.

## Discographie

### Singles
- 2012 : "Touch and Go" (featuring DJ Méndez)

## Télévision
| Année     | Émission                   | Rôle                               | Chaîne      |
| --------- | -------------------------- | ---------------------------------- | ----------- |
| 2003      | Protagonistas de la música | Participante (12e éliminée)        | Canal 13    |
| 2009      | Academia de Opinólogos     | Participante (Gagnante)            | Mega        |
| 2009-2010 | Mira quién habla           | Opinologue / Commentatrice         | Mega        |
| 2012      | Mundos opuestos            | Elle-même / Artiste invitée        | Canal 13    |
| 2012      | Los Méndez                 | Elle-même                          | TVN         |
| 2013      | Primer plano               | Elle-même (Invitée le 8 mars 2013) | Chilevisión |